# Jubrique
Jubrique là một đô thị trong tỉnh Málaga, cộng đồng tự trị Andalusia Tây Ban Nha. Đô thị này có diện tích là 39 ki-lô-mét vuông, dân số năm 2009 là 756 người với mật độ 19,38 người/km². Đô thị này có cự ly 38 km so với tỉnh lỵ Málaga.